# Aras-dæmningen
Aras-dæmningen er en dæmning med vandkraftværk placeret på floden Araks (også kaldet Aras) ved Nakhitjevan i den sydvestlige del af Aserbajdsjan, på grænsen til Iran. Konstruktionen af dæmningen indledtes i 1964 og afsluttedes i 1971.
Vandkraftværket har en installeret produktionskapacitet på 44 MW, opdelt på 4 lige store turbiner, der både er placeret i Aserbajdsjan og Iran. Der er således et kraftværk på hver side af grænsen.
Opdæmning skaber Aras-reservoiret, der har et areal på 145 km². Dæmningen er 40 meter høj og 1.026 meter lang.